# Dichaea
Dichæa (em português: Diquéia) é um género botânico pertencente à família das orquídeas (Orchidaceæ). Foi proposto por John Lindley, em 1833, publicado em The Genera and Species of Orchidaceous Plants 208. A espécie tipo é a Dichæa echinocarpa (Sw.) Lindley, antes Epidendrum echinocarpum Swartz, hoje considerados um sinônimo da Dichæa pendula (Aubl.) Cogn..

## Etimologia
O nome deste gênero procede da latinização do advérbio grego: διχα (dikha) que significa "duplamente", "em dois", em referência às suas folhas dísticas que crescem formando duas carreiras opostas.

## Distribuição
Dichæa agrupa aproximadamente cento e vinte espécies epífitas, sem pseudobulbos, que existem nas matas úmidas do sul do México ao sul do Brasil, onde há cerca de vinte cinco espécies.

## Descrição
São espécies de crescimento monopodial, apresentam caule alongado, em fascículos ou não, com folhas disticamente organizadas e alternantes, normalmente viradas para um dos lados do caule.
Dividem-se em dois grupos principais: em um grupo as folhas não se destacam da Baínha, permanecendo presas ao caule depois de secas, os caules costuma ser pendentes e soltar raízes em pontos espaçados, além de apresentarem ovário e cápsulas levemente papilosos; no outro grupo, que já esteve apartado deste gênero, classificado como Epithecia Know. & Westc., apresentam folhas caducas, que caem depois de secas, os caules costumam ser ascendentes e as cápsulas e ovário em regra são lisos.
Em ambos os casos, os caules em regra são achatados lateralmente e por vezes se ramificam. As folhas são muitas, dísticas, articuladas, lanceoladas, de consistência herbácea. Muitas espécies florescem continuamente ou diversas vezes por ano. A inflorescência brota da axila das folhas e apresenta uma única flor, por vezes perfumada.
As flores são pequenas, arredondadas, normalmente com labelo lembrando o formato de uma âncora, trilobado, projetando-se para a frente. As pétalas e sépalas são côncavas, algumas vezes ovais, outras acuminadas, normalmente com pétalas menores que as sépalas. A coluna, alada, é provida de uma língua sob a cavidade estigmática, ereta ou ascendente, normalmente curta e espessa, portando antera terminal com quatro polínias duras e cerosas.